# Michel Rög
Mikkel August Røg, dit Michel Rög, né vers 1679 à Kvæfjord (Norvège) et mort en octobre 1737 à Paris, est un médailleur norvégien.

## Biographie
Michel Rög est le fils de Augustinus Gabrielsen Rog, prêtre à Kvæfjord en Norvège. Il fait des études notamment à Bergen. En 1699, il passe l'examen de fin d'études et commence des études en théologie à Copenhague. Au lieu de continuer des études universitaires, il entreprend un apprentissage en gravure de médaille. Il a probablement appris cet art avec Christian Wineke, maître de la monnaie à Copenhague.
Michel Rög s'installe à Paris en 1715. En 1720, il est nommé médailleur du roi par Louis XV.
Il meurt à Paris en octobre 1737.